# سونورا (کالیفرنیا)
سونورا  (به انگلیسی: Sonora) شهری در شهرستان توآلومی ایالت کالیفرنیا است که در سرشماری سال ۲۰۱۰ میلادی، ۴۹۰۳ نفر جمعیت داشته است.